# T-Mobile Arena (Las Vegas)
T-Mobile Arena is een multifunctionele indoorarena op de Las Vegas Strip in Paradise, Nevada, Verenigde Staten, en is de thuisbasis van de ijshockeyclub Vegas Golden Knights uit de National Hockey League, die in 2017 begon met spelen. Met een capaciteit van 20.000 mensen is het de grootste arena van de staat Nevada.
De arena werd geopend op 6 april 2016 en werd gebouwd als een joint venture tussen MGM Resorts International en de Anschutz Entertainment Group. De arena wordt voornamelijk gebruikt voor entertainmentevenementen zoals concerten. Daarnaast is het ook een belangrijke arena voor sportevenementen als gemengde vechtsporten en professionele boksevenementen, en de thuisbasis voor ijshockeyclub Vegas Golden Knights.

## Galerij

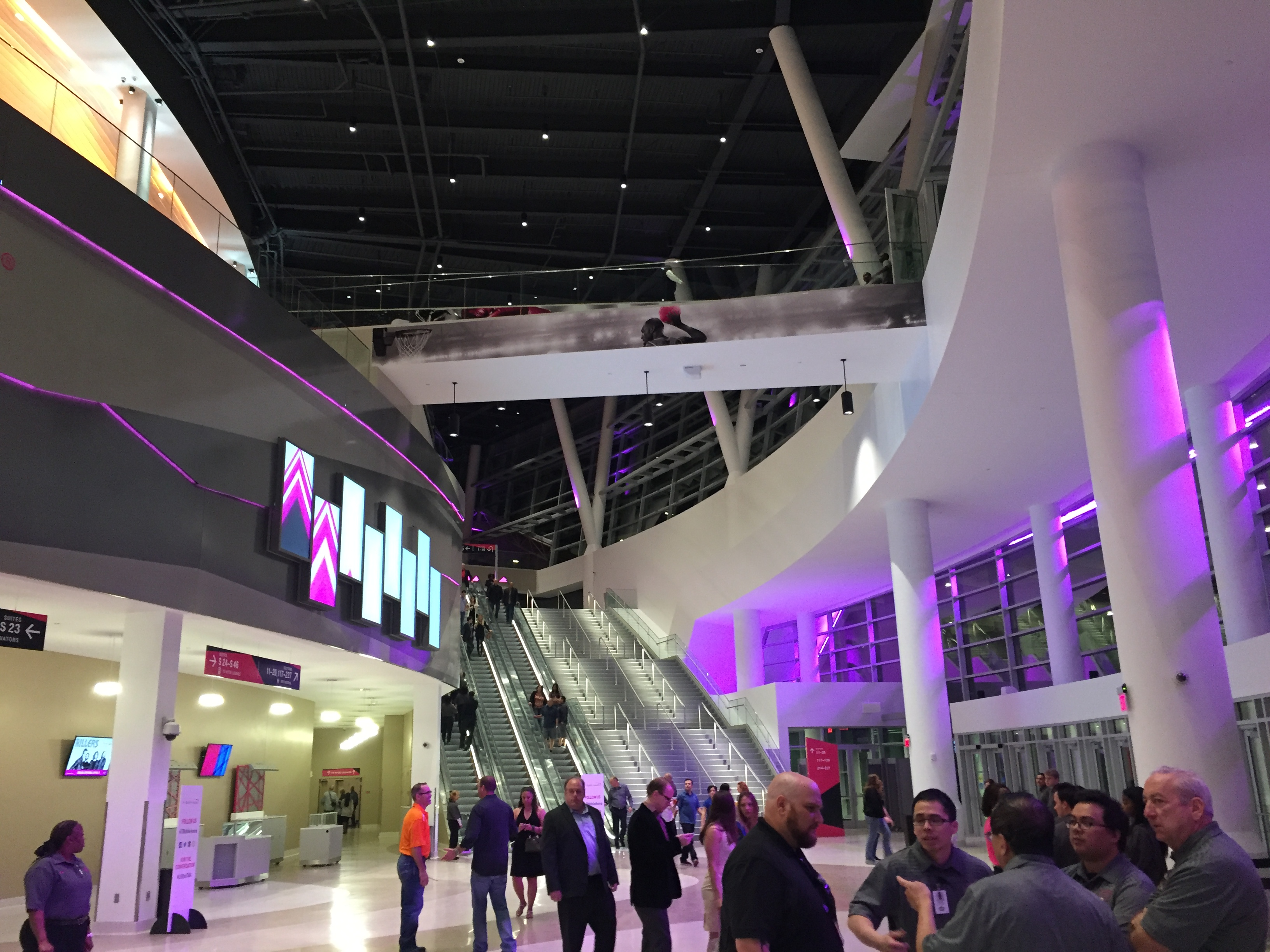
Interieur van de zaal, op 31 maart 2016
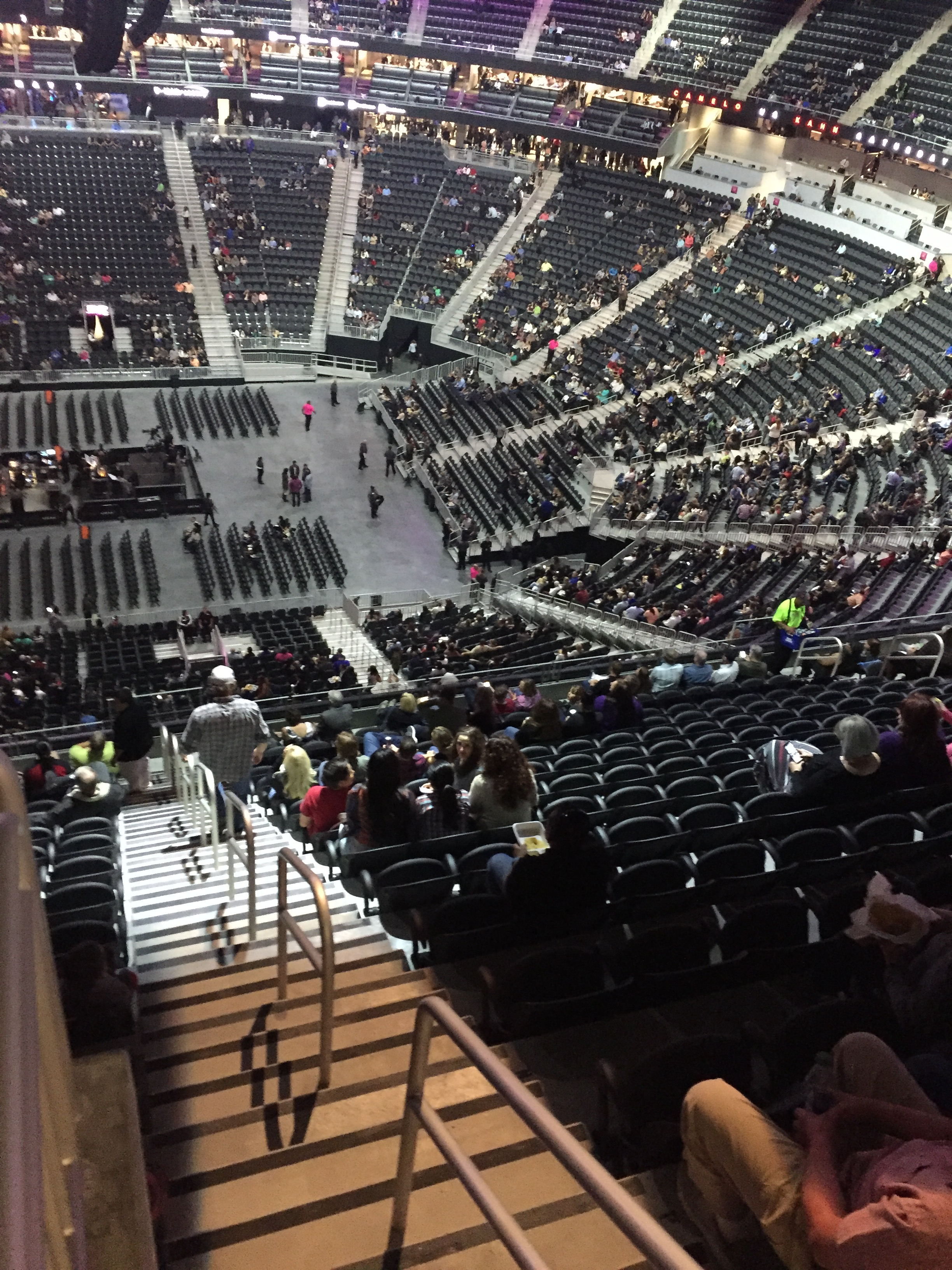
Interieur van locatie, in 2016
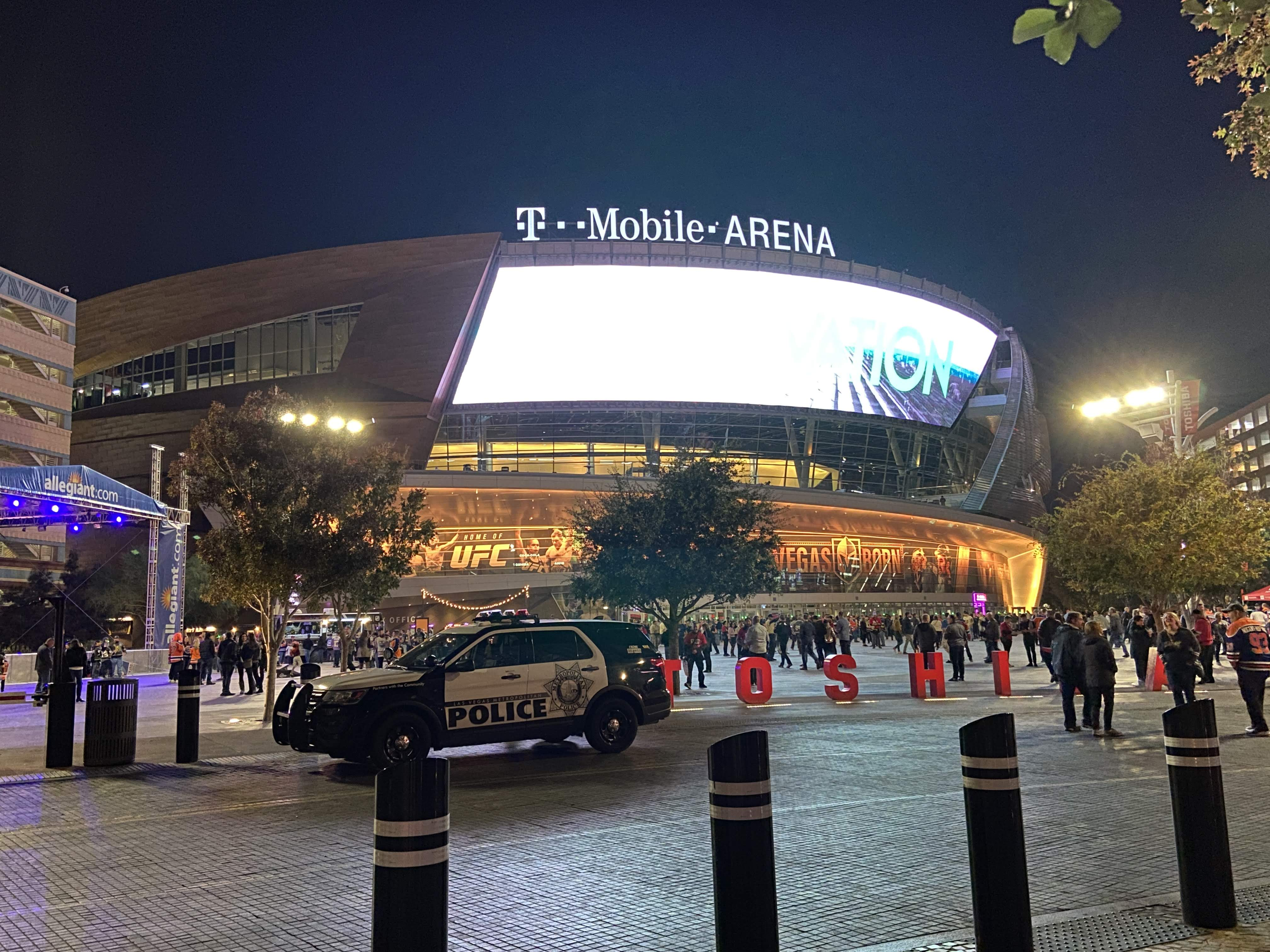
T-Mobile Arena 's nachts
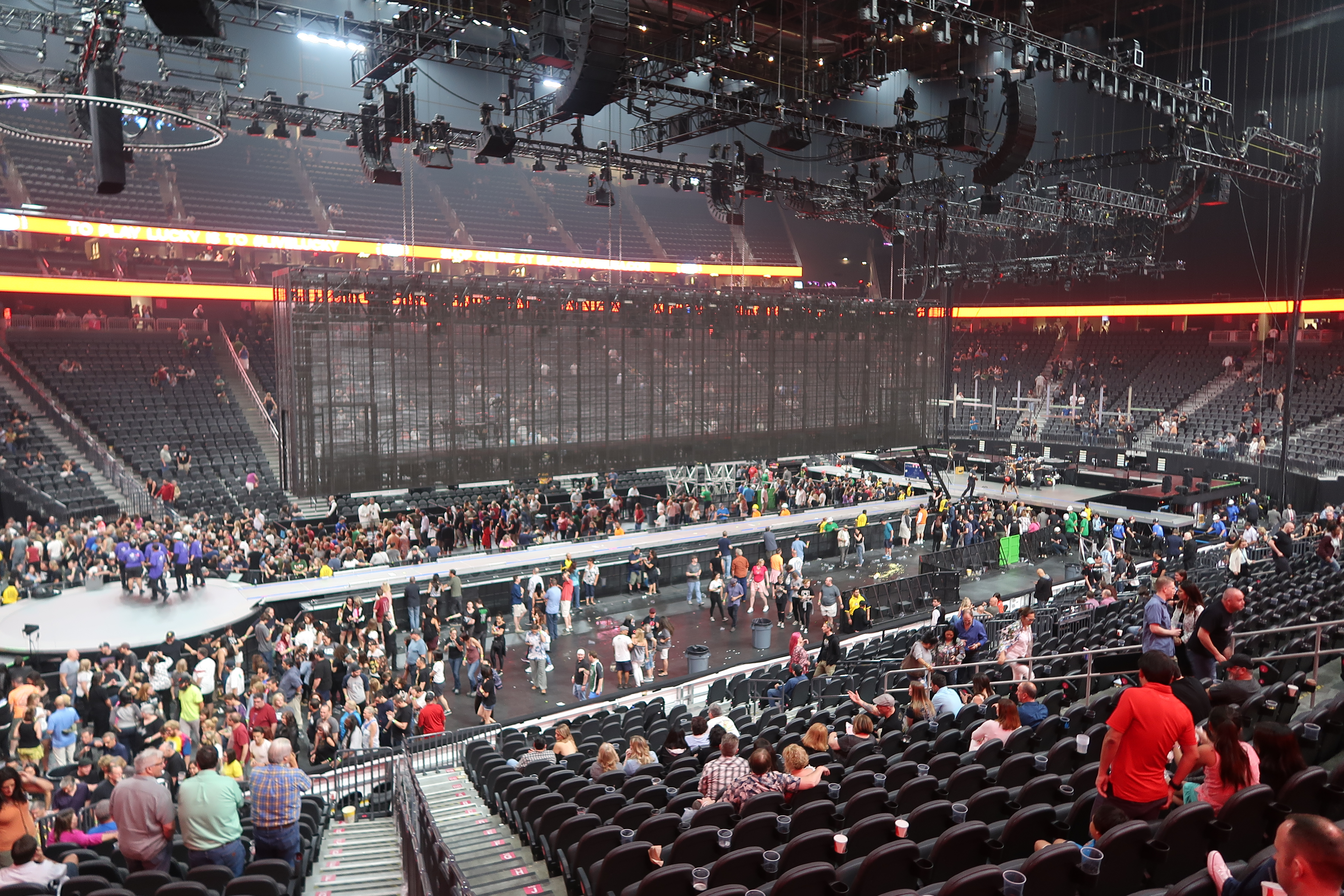
U2 bij T-Mobile Arena
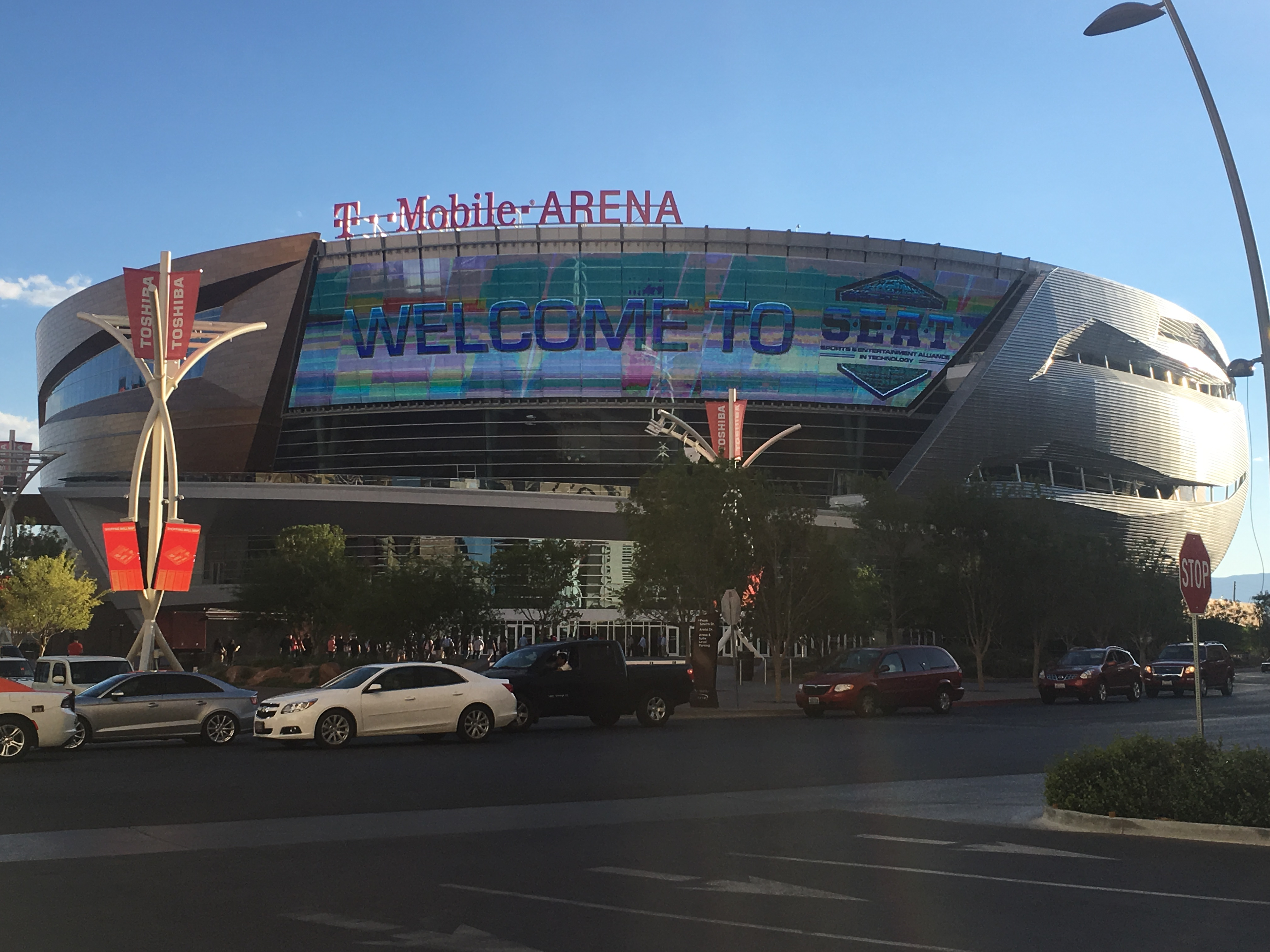
T-Mobile Arena